# 빅토르 브류하노프
빅토르 페트로비치 브류하노프(러시아어: Ви́ктор Петро́вич Брюха́нов, 우크라이나어: Ві́ктор Петро́вич Брюха́нов 빅토르 페트로비치 브류하노우[*], 1935년 12월 1일~2021년 10월 13일)는 소련과 우크라이나의 공학자로 체르노빌 원자력 발전소의 소장이자 건립자이다. 1970년 체르노빌 원자력 발전소 건설할 때부터 1986년 4월 26일 사고가 일어날때까지 발전소장을 역임했다. 하지만 브류하노프는 전자공학을 전공했기 때문에 원자력 공학의 문외한이었고 원자로 운영은 부소장 니콜라이 포민이 맡는 가운데 발전소 및 프리피야트의 행정과 원전 시설 확충 부문을 담당했다. 실제로도 브류하노프는 체르노빌 원자력 발전소 소장으로 부임하기 이전 경력이 모두 화력 발전소에서 일한 것이며, 원자력과 관련된 이력이 없었다.

## 생애
1935년에 유리 기술자와 청소부 사이에서 4형제중 장남으로 태어났다. 그는 형제들 중 유일하게 대학교에 진학했으며 1959년에 타슈켄트 국립대학 에너지학부 전자공학과를 졸업했다. 졸업 후 앙그렌 화력 발전소에 취업했다. 이 발전소에서 브류하노프는 탈기 장치 설치인, 급수 펌프 운전기사, 터빈 보조 운전자, 터빈 워크숍 선임 엔지니어, 교대 감독자를 거쳐 1960년에는 워크숍 책임자가 되었다.
1966년 슬라비안스카 화력 발전소에서 선임 감독과 부 수석 엔지니어로 일하다가 갑자기 그만두고 1970년에 체르노빌 원자력 발전소 소장으로 임명되었다.

## 체르노빌 원자력 발전소 건설
소련 정부는 1970년 브류하노프를 체르노빌 원자력 발전소의 소장으로 임명한 뒤 우크라이나 지방으로 파견했다. 하지만 임지인 우크라이나 지방 북쪽에 위치한 체르노빌은 허허벌판이었다. 브류하노프가 이 사실을 소련 정부에 보고하자 소련 정부에서는 돈은 얼마든지 써도 좋으니까 브류하노프에게 발전소를 만들라고 명령했다. 이 명령에 따라 브류하노프는 견적서를 작성한 뒤 키이우에 있는 국영은행에 가서 발전소 건설 견적서를 제출했다. 그러자 국영은행에서는 그에 맞는 돈을 지급했다. 이렇게 브류하노프는 계속 키이우의 국영은행에서 돈을 타다가 체르노빌에 원자력 발전소를 만들었다. 하지만 돈만 많을 뿐, 자재를 구하는 것은 굉장히 어려웠던 데다가 그나마도 툭하면 도둑이 와서 자재를 훔쳐가는 바람에, 브류하노프는 자재가 고갈될 때마다 공사를 중단하고 자재를 구하러 다녀야 했다. 체르노빌 원자력 발전소는 원래 1975년 12월에 완공되어야 했지만 이 문제로 인해 몇 년 늦게 완공되었으며 그나마도 석관은 자재가 부족해서 만들지 못한 채 가동했다. 브류하노프가 국영은행에서 지급받아 발전소를 짓는데 사용한 돈 총액은 대략 4억 루블 정도였다.
발전소가 완공된 뒤로도 브류하노프는 발전소 관련 및 프리피아티 행정, 발전소 확충의 업무로 인해 원자로 운영 부문에 관여하지 못하고 초창기 4기의 원자로를 건설 및 운영한 기술진들이 다 옮겨간 가운데 부임한 부소장 니콜라이 포민이 발전소 운영을 맡게 되었다.

## 체르노빌 원자력 발전소 사고
하지만 1986년 4월 26일 체르노빌 원자력 발전소 사고가 일어나자 브류하노프의 집 앞에 원자력 발전소에서 유출된 흑연 덩어리가 떨어졌음에도 브류하노프는 사고를 알지 못했다. 구토가 좀 나길래 뭔가 잘못 먹었다고 생각했다. 하지만 헬기가 많이 날아다니는 것을 보고 나서야 원자력발전소에서 사고가 난 것을 알게 되었다.

## 처벌
체르노빌 원자력 발전소 사고 혐의로 인해 징역 10년 형을 선고 받고 도네츠크 교도소에 수감되었지만, 주범이 아나톨리 댜틀로프이며 브류하노프는 단순 관리감독 소흘만 적용받은 데다가 이 마저 1991년에 모범수로 가석방 되었다.

## 사고 이후
1991년 브류하노프는 가석방 후 관료로 복직했다. 러시아 국제 무역부에서 잠시 일하다가 1995년 키이우로 이주해서 우크라이나 국영 에너지 회사인 우크린테네르고의 직원으로 채용되었다. 여기서 그는 2015년 12월 80번째 생일까지 일했으며 체르노빌 원자력 발전소 사고의 사고 여파를 청산 및 복구하는 일을 주로 했다.

## 같이 보기
- 체르노빌
- 체르노빌 사고
- 체르노빌 사고 사망자 명단
- 레오니트 텔랴트니코프